# FS-361 (schip, 1944)
De FS-361 was een Design 381-kustvaarder gebouwd door Sturgeon Bay Shipbuilding & Dry Dock voor het United States Army Transportation Corps. In de Tweede Wereldoorlog deed het dienst in de Grote Oceaan met een bemanning van de United States Coast Guard tot het eind 1945 uit dienst werd genomen.
Als Ryer onderscheidde het zich in de Koreaanse Oorlog, als Caldrill I werd het omgebouwd naar boorschip, als een van de eerste schepen uitgerust met een dynamisch positioneringssysteem (DP), en als West I werd het omgebouwd naar visverwerkingsschip dat op zijn laatste reis onderwerp werd van een verzekeringszwendel dat onderdeel werd van een boek.

## Ryer
Op 22 februari 1947 werd het overgenomen door de Amerikaanse marine als Ryer (AG-138). In 1949 kreeg het de aanduiding AKL-9 en werd het ingezet voor transport in Micronesië. Tijdens de Koreaanse Oorlog werd het van september 1950 tot september 1951 gebruikt om munitie te vervoeren tussen Japan en Korea. Daarvoor kreeg het zes battle stars. Na de oorlog deed het weer dienst in Micronesië tot het in 1955 werd opgelegd in Astoria als onderdeel van de National Defense Reserve Fleet.
In 1962 werd het verkocht aan de Pacific Tow-Boat & Salvage Company als Ahti.

## Caldrill I
In 1963 werd het schip overgenomen door Caldrill Offshore als Caldrill I. Het werd in 1964 omgebouwd tot boorschip bij California Shipbuilding & Dry Dock Company en werd als een van de eerste schepen uitgerust met een dynamisch positioneringssysteem (DP), na de Eureka en de Térébel. Het kreeg vier grote Harbormaster buitenboordvoortstuwers en werd het eerste DP-schip met redundantie in de vorm van dubbele regelaars van Baylor en dubbele light taut wires. De Caldrill I beperkte zich tot kernboring, omdat de techniek nog te vaak uitviel om olieboring veilig uit te kunnen voeren. Olieboring op DP werd pas zo'n zeven jaar later voor het eerst uitgevoerd met de Sedco 445.
Voor Joint Oceanographic Institutions for Deep Earth Sampling (JOIDES) werd in 1965 geboord in het Blake-plateau voor de kust van Florida.
In 1967 werd Caldrill overgenomen door Fluor dat daarmee onder meer de Caldrill I in handen kreeg.

## West I
In 1980 nam Fish West het schip over als West I om het als visverwerkingsschip te gebruiken.

### Zinken
In 1986 wilde Fish West het schip verkopen. Thomas Devins, een werknemer van Fish West, vroeg zijn buurman Bert Abellana, een Filipijnse immigrant en importeur en exporteur, om hem voor een provisie van enkele honderdduizenden dollars te helpen bij de verkoop. Later werd overeengekomen dat Abellana het schip overnam voor 3,1 miljoen dollar tot de werkelijke koop gesloten werd. Op basis van de verkoop werd een verzekering van 3,1 miljoen dollar afgesloten bij Lloyd's of London. Abellana vond een koper op de Filipijnen, waarop Devins een bemanning bij elkaar zocht om het schip over te varen. 
Op 9 juni vertrok het schip uit Seattle. Tijdens de reis paste Devins het wachtschema aan, waarbij hij met kapitein Enrique Calderon de wacht had van middernacht tot acht uur 's ochtends.
Op 21 juni ontdekte Devins tussen 02:30 en 03:30 dat de machinekamer water maakte. Rond 05:30 zaten de acht bemanningsleden in twee reddingsvlotten en rond 07:45 zonk het schip op zo'n 575 mijl noordoost van Hawaï. Naast de twee vlotten was ook de skiff blijven drijven. Eerste stuurman Thomas Jacobson stapte over naar de skiff om deze vrij te houden van de vlotten. Na twee weken werd de bemanning in de vlotten gered door de USNS Indomitable, maar een dag te laat voor de Filipijnse kapitein Calderon die al was overleden en een zeemansgraf had gekregen. Suikerziekte zou hem fataal zijn geworden. Eerste stuurman Jacobson wist op 7 juli Kauai te bereiken waar hij drie dagen later werd gered.

### Rechtszaak
Porferia Calderon, de weduwe van Calderon, spande een rechtszaak aan om het verzekeringsgeld te innen en stelde daarbij dat Devins het schip opzettelijk had laten zinken, iets wat bevestigd werd door enkele bemanningsleden. De rechtszaak trok de aandacht van oud-rechercheur Bill Burnett die eerder met Devins te maken had gehad bij de moord op Norma Wilson in 1968. Wilson was een makelaar die regelmatig beschikte over grote hoeveelheden handelsgeld. Zij was verdwenen in Zwitserland en voor het laatst gezien door haar medewerker Devins. Ondanks het ontbreken van een lijk lukte het Burnett om Devins, die in werkelijkheid Thomas Edward Utter heette, veroordeeld te krijgen voor de moord. Utter kreeg levenslang, maar dit werd in hoger beroep teruggedraaid, omdat de moord in het buitenland had plaatsgevonden. Alleen diefstal bleef staan en zo was Utter in 1976 vrijgekomen. Dit werd beschreven in Trail of the Fox. The true story of a perfect crime uit 1980 van Lawrence Taylor.
Tijdens de rechtszaak gaf Abellana toe dat hij het schip niet werkelijk had gekocht, maar op aandringen van Utter deze constructie had opgezet. Dat het schip werkelijk opzettelijk tot zinken was gebracht, was echter moeilijk te bewijzen omdat het zich op een waterdiepte van zo'n 12.000 voet (3650 meter) bevond. Het kwam dan ook niet tot een veroordeling. Hoewel Lloyd's of London aanvankelijk had geweigerd uit te keren, had het een schikking van twee miljoen dollar bereikt met Larry Freels van Land West, een van de eigenaren van Fish West. De weduwe kreeg 900.000 dollar en vier bemanningsleden Brad Griffeth, Douglas Hamilton, Ronald Meyer en George Thomas kregen een onbekend bedrag.